# Ан-Найризи
Абу-л-Аббас ал-Фадл ибн Хатим ан-Найризи (араб. أبو العباس الفضل بن حاتم النيريزي‎, ум. ок. 922) — видный персидский математик и астроном, уроженец города Найриза в Ширазе. Работал в «Доме мудрости» в Багдаде. В Западной Европе был известен под латинизированным именем Анариций (Anaritius).
Ан-Найризи принадлежат комментарии к Евклиду и Птолемею, «Трактат о доказательстве пятого постулата Евклида», «Книга об угломерных измерениях», «Книга о действиях с астролябией», «Трактат об азимуте киблы», «Книга о построении солнечных часов», а также астрономические таблицы, составленные по методу индийцев.